# Сграда „Щайн“ (Солун)
Сградата „Щайн“ (на гръцки: Μέγαρο Στάιν) е историческа постройка в град Солун, Гърция. Построена е в 1906 година за австрийската компания „Щайн“ и дълги години е нейно седалище. Тя е единствената сграда на площад „Елевтерия“, която оцелява от Големия пожар в 1917 година. По-късно в нея е настанена Солунската поща.

## Местоположение
Сградата е разположена на площад „Елевтерия“, на кръстовището на улица „Елевтериос Венизелос“ и улица „Димитриос Калапотакис“ № 2, близо до Солунското пристанище.

## История
Строителството на сградата започва според запазен надпис в 1906 година и завършва в 1911 година, когато сградата е открита. Построена е за настаняване на универсалния магазин на „Щайнс Ориентал Сторс Лтд“ в Солун. Компанията е основана от австрийския евреин търговец Соломон Щайн (Молдова, 1844 – Виена, 1898) в 1865 година във Виена и вероятно в същото време тя отваря магазин за стоки в Кайро. Около 1900 година компанията е поета от сина на Соломон Исидор Щайн (1869 – 1940), който, виждайки необходимостта от европейски продукти в процъфтяващите, космополитични градове на Източното Средиземноморие, построява магазина в Солун. Продуктите са водещи европейски марки обувки и дрехи. Компанията има магазин и в Пера, Цариград. Солунската инвестиция, въпреки мащаба си и усилията на Исидор, след голям първоначален успех, поради поредица от лоши обстоятелства, кулминирали с Първата световна война, се проваля, а компанията преминава в ръцете на двамата братя Исидор Максимилиан и Сигфрид, но в 1932 година тя окончателно фалира.
Дъщерното дружество в Солун е ликвидирано в края на 1916 година или в 1917 година. На снимки от октомври 1916 година се вижда, че на морската фасада на сградата има надпис ΣΤΑΪΝ'Σ ΟΡΙΕΝΤΑΛ ΣΤΟΡΕΣ ΛΙΜΙΤΕΤ. При пожара от 1917 година сградата е единствената в района, която е спасена. Тя фигурира на пощенска картичка, част от специална поредици, отразяваща пожара, и е наречена централна поща, което показва, че собствеността е прехвърлена от Щайн на пощите. Около 1930 година Пощата е прехвърлена в друга, също непублична сграда от 1924 година на улица „Йоанис Цимискис“ № 22. От около 1930 година сградата се използва като седалище за множество видове предприятия – банки, офиси, образователни институции.

## Архитектура
Архитект на сградата е Ернст Ели Леви, работил във Виена. Другите му произведения в града са Бакирдзевата къща (Димитриадовата) на улица „Пластирас“ в Каламария от 1928 – 1929, която обаче е съборена, и Синагогата на битолчаните на улица „Сингрос“ № 35.
Фасадите на сградата, която е с големи размери, имат изключително модерен за времето и мястото дизайн, предимно в структурите на прозорците, и липсват класически декорации. В османски Солун доминира един различен от този в Атина неокласически стил с интензивни еклектични и ар нуво елементи и сградите му са сходни с тези в други градове на Балканите, Париж, Цариград, Смирна. Сградата няма на фасадите си никаква друга архаизирана или еклектична декорация освен два разделителни корниза на голяма височина и те са просто правоъгълни.
Европейският тип покрив – купол и сфера е от западната страна, на най-високата точка на сградата и по същество е единственият стар елемент. Той е със сложна конструкция на дървени греди, покрити с метални листа. На върха на покрива има цилиндрична стаичка с непрекъснати прозорци и балкон по целия периметър, върху която има сфера. Достъпът става чрез вътрешно стълбище. Останалата част от покрива е керемиден покрив със забележителен дизайн. Куполът обвързва сградата с околните.
Сградата е от бетон, което само по себе си е новост за края на 1910 година.